# Bonneville-la-Louvet
Bonneville-la-Louvet és un municipi francès situat al departament de Calvados i a la regió de Normandia. L'any 2007 tenia 778 habitants.

## Demografia

### Població
El 2007 la població de fet de Bonneville-la-Louvet era de 778 persones. Hi havia 290 famílies de les quals 53 eren unipersonals (16 homes vivint sols i 37 dones vivint soles), 106 parelles sense fills, 98 parelles amb fills i 33 famílies monoparentals amb fills.
La població ha evolucionat segons el següent gràfic:
Habitants censats

### Habitatges
El 2007 hi havia 521 habitatges, 311 eren l'habitatge principal de la família, 197 eren segones residències i 12 estaven desocupats. 507 eren cases i 8 eren apartaments. Dels 311 habitatges principals, 247 estaven ocupats pels seus propietaris, 55 estaven llogats i ocupats pels llogaters i 9 estaven cedits a títol gratuït; 3 tenien una cambra, 7 en tenien dues, 44 en tenien tres, 88 en tenien quatre i 170 en tenien cinc o més. 267 habitatges disposaven pel capbaix d'una plaça de pàrquing. A 137 habitatges hi havia un automòbil i a 155 n'hi havia dos o més.

### Piràmide de població
La piràmide de població per edats i sexe el 2009 era:
| Homes | Edats   | Dones |
| ----- | ------- | ----- |
| 1     | 95 o +  | 0     |
| 2     | 90 a 94 | 3     |
| 3     | 85 a 89 | 4     |
| 3     | 80 a 84 | 3     |
| 16    | 75 a 79 | 8     |
| 20    | 70 a 74 | 16    |
| 22    | 65 a 69 | 28    |
| 19    | 60 a 64 | 25    |
| 18    | 55 a 59 | 22    |
| 29    | 50 a 54 | 25    |
| 34    | 45 a 49 | 29    |
| 24    | 40 a 44 | 20    |
| 25    | 35 a 39 | 25    |
| 22    | 30 a 34 | 17    |
| 12    | 25 a 29 | 22    |
| 10    | 20 a 24 | 9     |
| 28    | 15 a 19 | 19    |
| 26    | 10 a 14 | 24    |
| 18    | 5 a 9   | 10    |
| 10    | 0 a 4   | 16    |

## Economia
El 2007 la població en edat de treballar era de 530 persones, 387 eren actives i 143 eren inactives. De les 387 persones actives 352 estaven ocupades (200 homes i 152 dones) i 34 estaven aturades (15 homes i 19 dones). De les 143 persones inactives 53 estaven jubilades, 30 estaven estudiant i 60 estaven classificades com a «altres inactius».

### Ingressos
El 2009 a Bonneville-la-Louvet hi havia 328 unitats fiscals que integraven 784,5 persones, la mediana anual d'ingressos fiscals per persona era de 18.176 €.

### Activitats econòmiques
Dels 35 establiments que hi havia el 2007, 1 era d'una empresa alimentària, 1 d'una empresa de fabricació d'altres productes industrials, 12 d'empreses de construcció, 9 d'empreses de comerç i reparació d'automòbils, 2 d'empreses d'hostatgeria i restauració, 2 d'empreses financeres, 2 d'empreses immobiliàries, 2 d'empreses de serveis, 2 d'entitats de l'administració pública i 2 d'empreses classificades com a «altres activitats de serveis».
Dels 16 establiments de servei als particulars que hi havia el 2009, 1 era un taller de reparació d'automòbils i de material agrícola, 2 paletes, 2 guixaires pintors, 3 fusteries, 3 lampisteries, 1 empresa de construcció, 1 veterinari, 2 restaurants i 1 agència immobiliària.
L'únic establiment comercial que hi havia el 2009 era una fleca.
L'any 2000 a Bonneville-la-Louvet hi havia 38 explotacions agrícoles que ocupaven un total de 990 hectàrees.

## Equipaments sanitaris i escolars
El 2009 hi havia una escola elemental.

## Poblacions més properes
El següent diagrama mostra les poblacions més properes.